# Distrito urbano

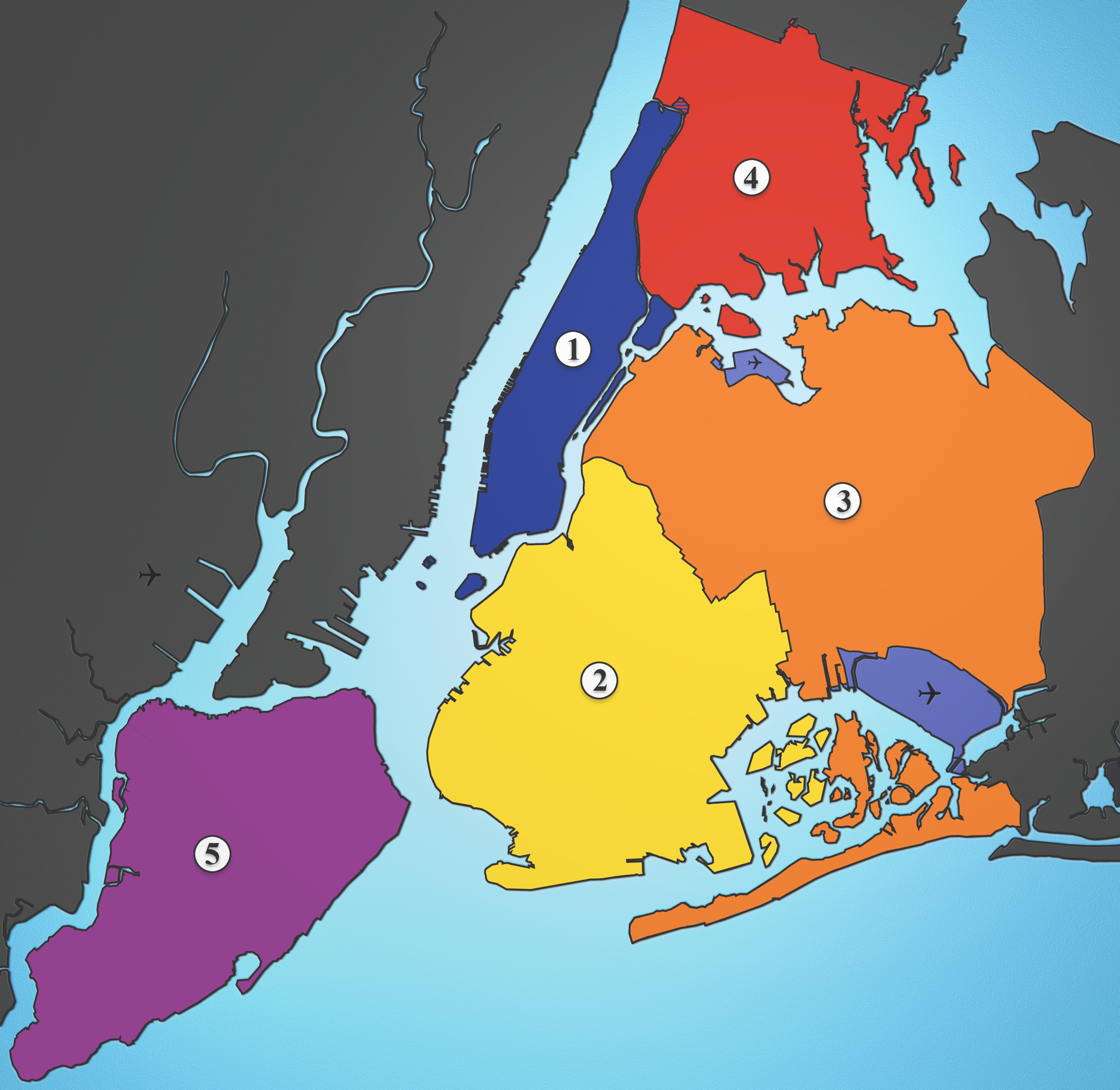
Cinco distritos de Nova Iorque

Distrito urbano, em alguns países, é uma subdivisão administrativa de terceiro nível de cidades, que normalmente se subdivide em bairros.